# Nagrada Fanny Haussmann
Nagrada Fanny Haussmann je pesniška nagrada, ki jo od leta 2018 podeljuje Zavod za kulturo, šport in turizem Žalec. Nagrada je poimenovana po domnevno prvi slovenski pesnici, Fanny Haussmann, ki je živela v prvi polovici 19. stoletja.

## Prejemniki
- 2018 Andraž Polič (za cikel pesmi Ob robu ceste)[2][3][4]
- 2019 Maruša Mugerli Lavrenčič (za cikel pesmi Pravi kot)[1]
- 2020 Cvetka Bevc (za cikel pesmi Iz njene zapuščine)[2]
- 2021 Matjaž Pikalo (za cikel pesmi Ameriški sprehajalec)[5]
- 2022 Franci Novak (za sklop pesmi Vlak Grosuplje–Kočevje; 1000 evrov nagrade, ki jo podeljuje Občina Žalec)[6]
- 2023 Tom Veber (za cikel pesmi Ker tudi žalost potrebuje svoj prostor; 1000 evrov nagrade, ki jo podeljuje Občina Žalec)[7]
- 2024 Jurij Hudolin (za pesniški ciklus Rdeča zemlja)